# Fosse no 23 des mines de Courrières
La fosse no 23 dite Charles Thellier de Poncheville de la Compagnie des mines de Courrières est un ancien charbonnage du Bassin minier du Nord-Pas-de-Calais, situé à Noyelles-sous-Lens. La fosse commencée le 22 août 1928 est mise en service le 1er avril 1929. Des cités sont édifiés à proximité de la fosse. Les terrils nos 106, 23 de Courrières, et 240, Cavalier du 23, sont édifiés à proximité de la fosse, le second est un cavalier minier.
La Compagnie des mines de Courrières est nationalisée en 1946, et intègre le Groupe d'Hénin-Liétard. La fosse est concentrée sur la fosse no 9 - 17 en 1952 et cesse d'extraire le 16 juin, elle assure alors le service et l'aérage de cette fosse jusqu'à ce que cette dernière soit concentrée sur la fosse no 21 - 22 en 1967. Le puits est comblé en 1968 et le chevalement détruit l'année suivante.
La construction de l'autoroute A21 entraîne l'exploitation intégrale des terrils nos 106 et 240. Le site devient un centre de formation pour les galibots, puis accueille les organismes chargés de la retraite des mineurs. Une partie des cités minière est détruite, dont l'avenue de la fosse no 23. Au début du XXIe siècle, Charbonnages de France matérialise la tête de puits no 23.

## La fosse
Les derniers puits que la Compagnie des mines de Courrières a commencé sont ceux de la fosse no 21 - 22 à Harnes peu avant la Première Guerre mondiale.

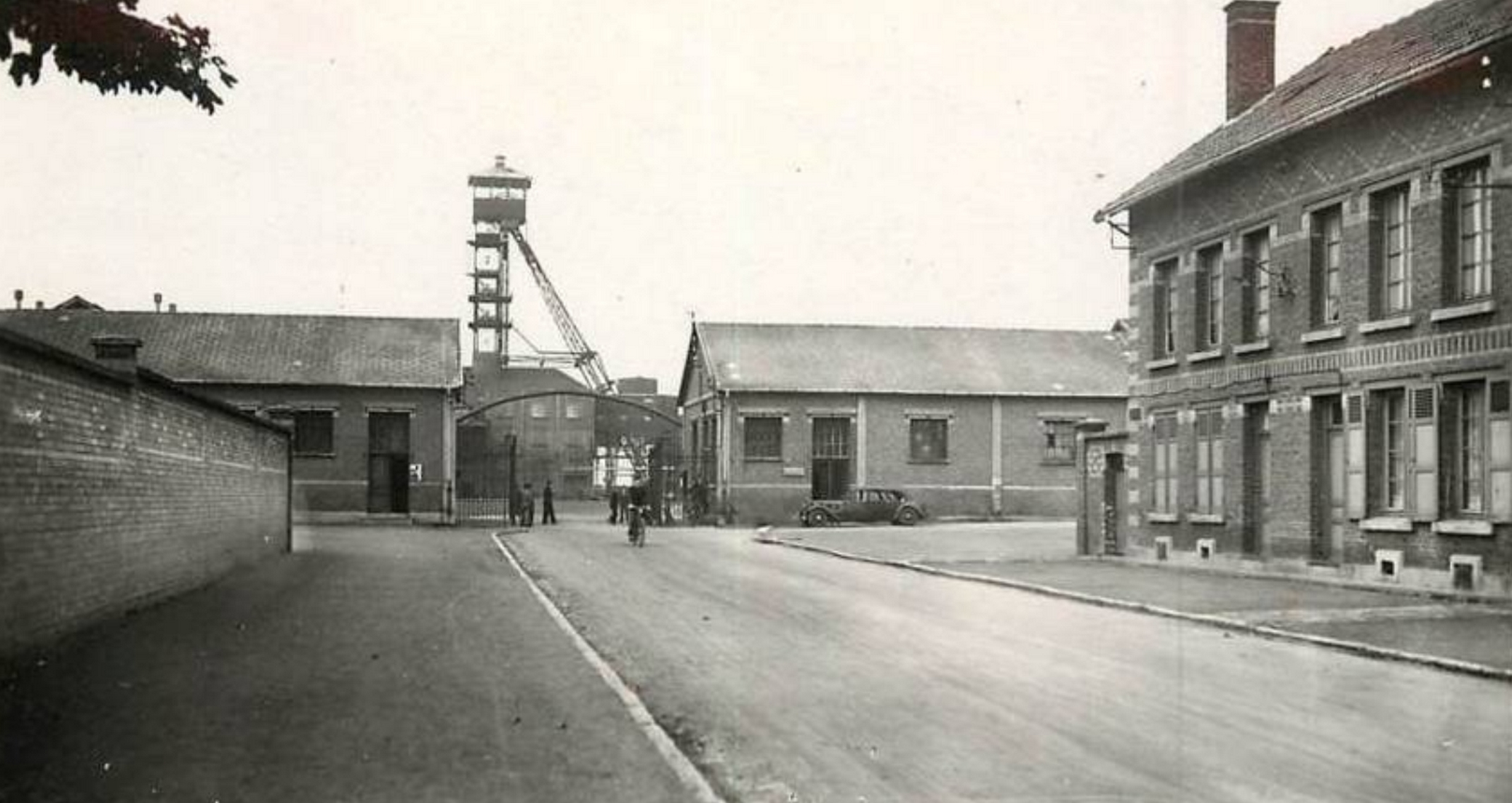
L'entrée de la fosse.

### Fonçage
Le puits no 23 est ouvert à Noyelles-sous-Lens à partir du 22 août 1928. À l'instar des fosses nos 1 et 2, la fosse no 23 ne possède qu'un seul puits durant toute son exploitation,.

### Exploitation
La fosse commence à produire le 1er avril 1929.
La Compagnie des mines de Courrières est nationalisée en 1946, et intègre le Groupe d'Hénin-Liétard. La fosse no 23 est concentrée sur la fosse no 9 - 17 sise à Harnes à 1 850 mètres au nord-est. Elle cesse d'extraire le 16 juin 1952, mais continue d'assurer l'aérage pour la fosse no 9 - 17 jusqu'à la concentration de cette dernière sur la fosse no 21 - 22 en 1967.
Le puits no 23, profond de 512 mètres, est remblayé en 1968, et le chevalement est détruit l'année suivante.

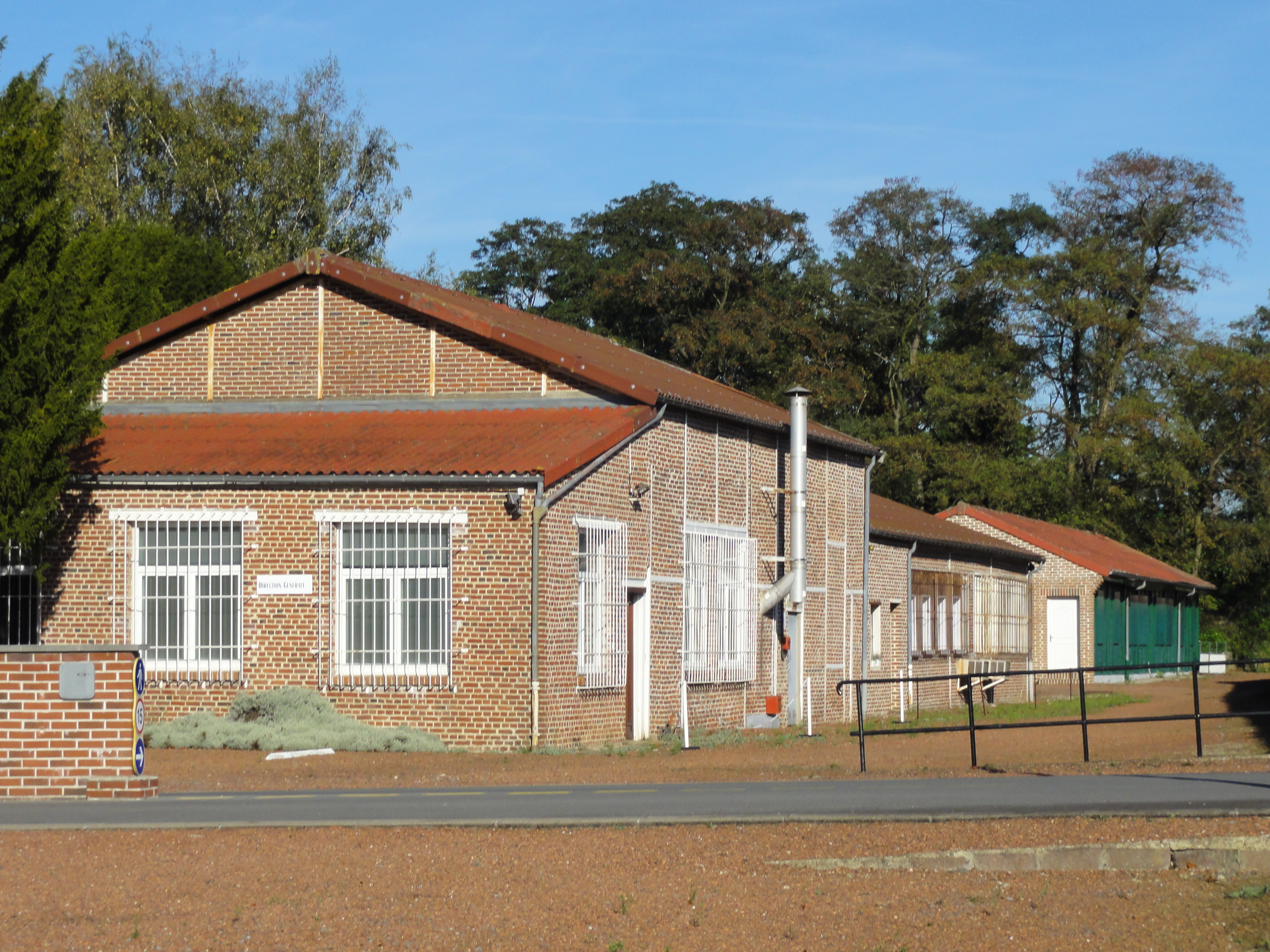
Le centre d'apprentissage et sa baraque.
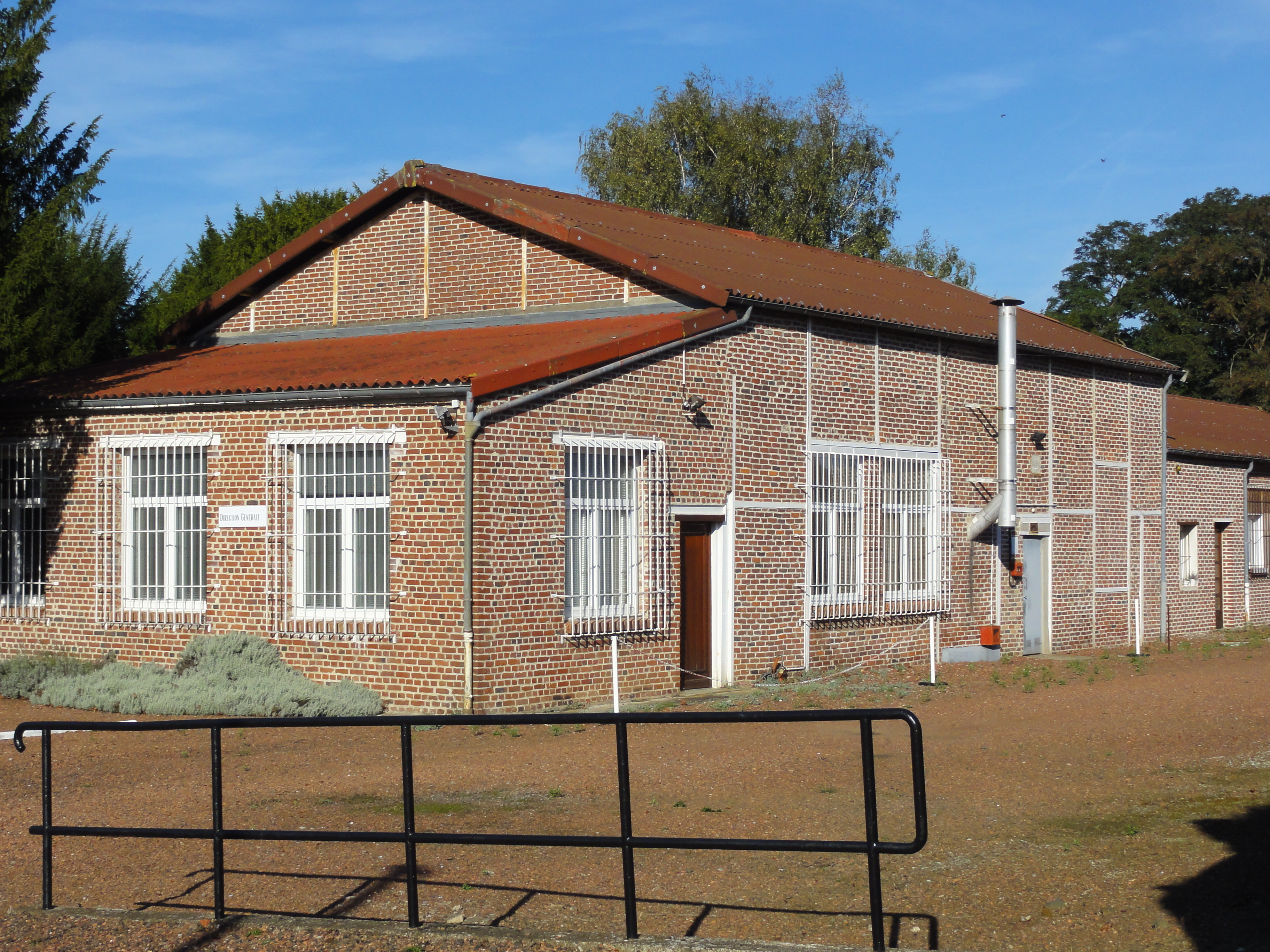
Le centre d'apprentissage.
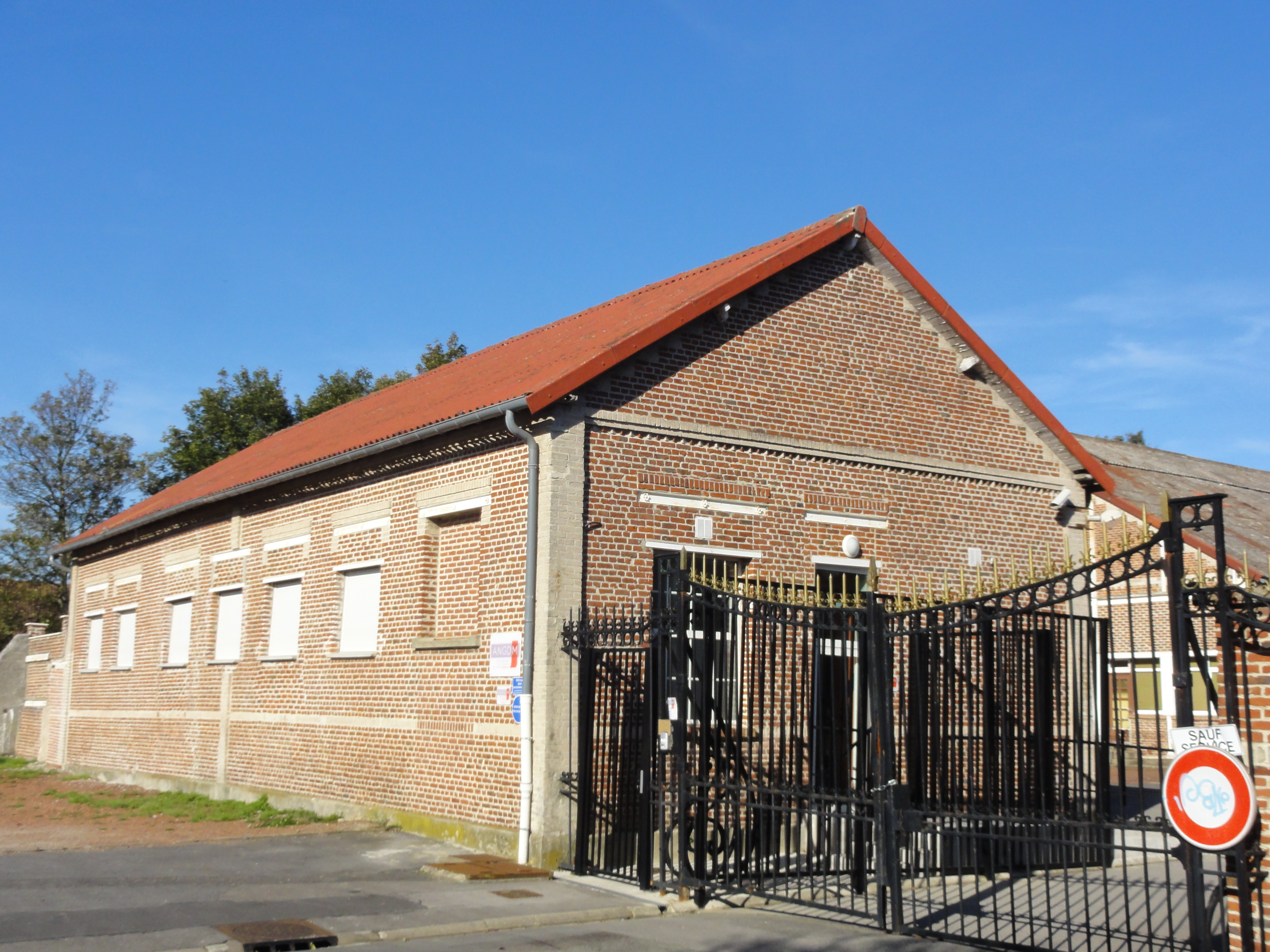
Le bâtiment du service médical et la grille de l'entrée.
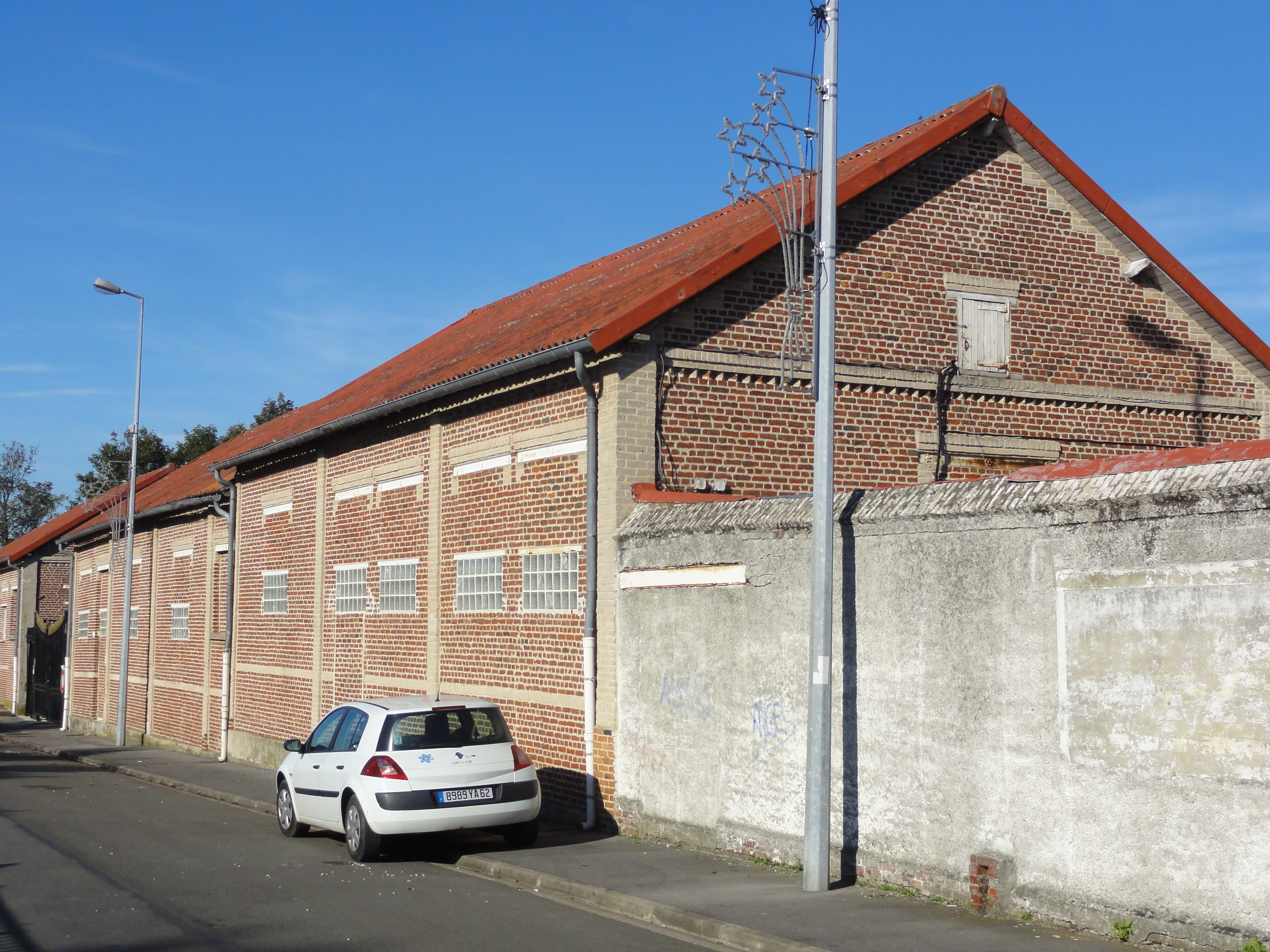
Le bâtiment des services divers.
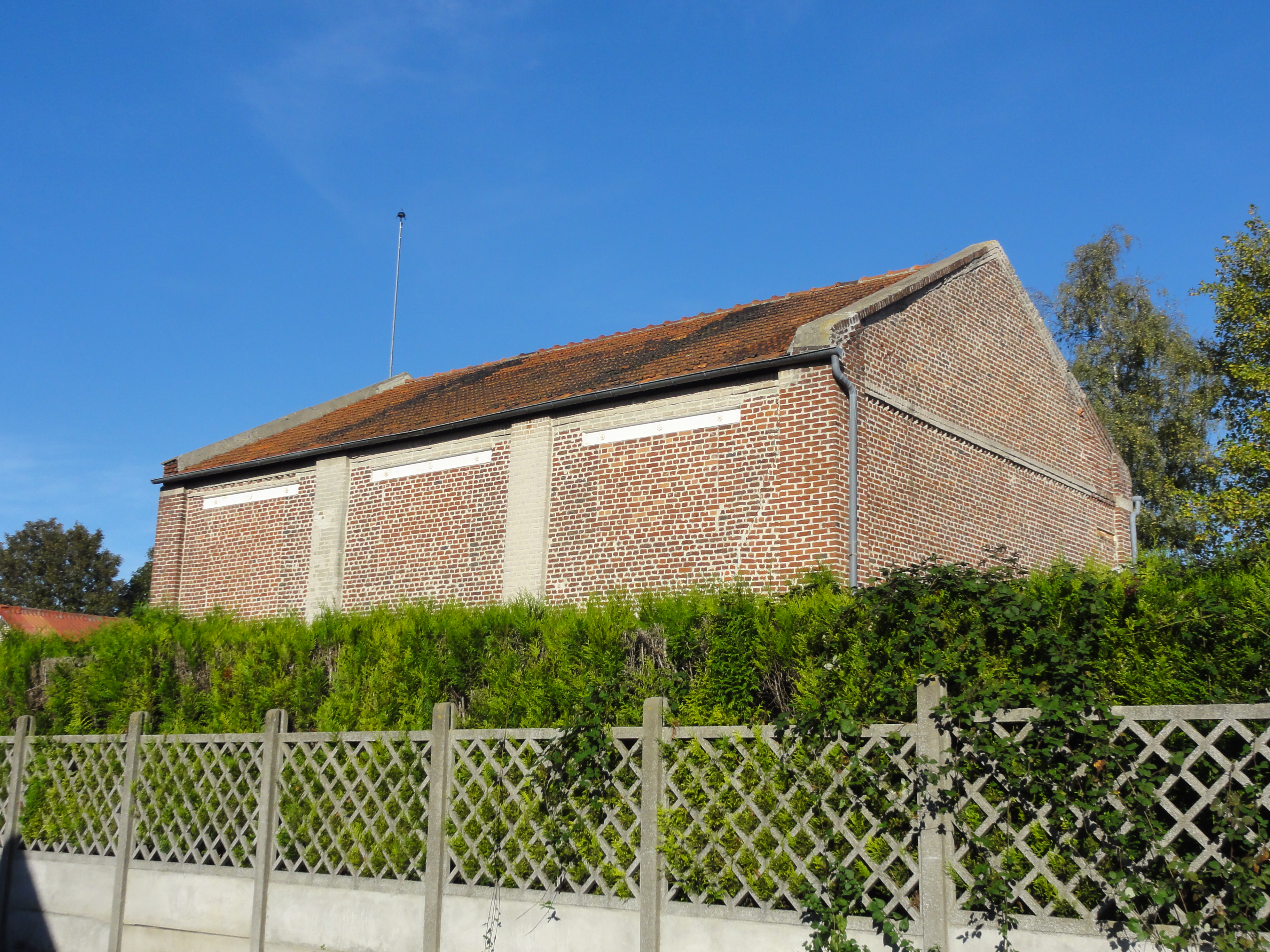
La chaufferie.
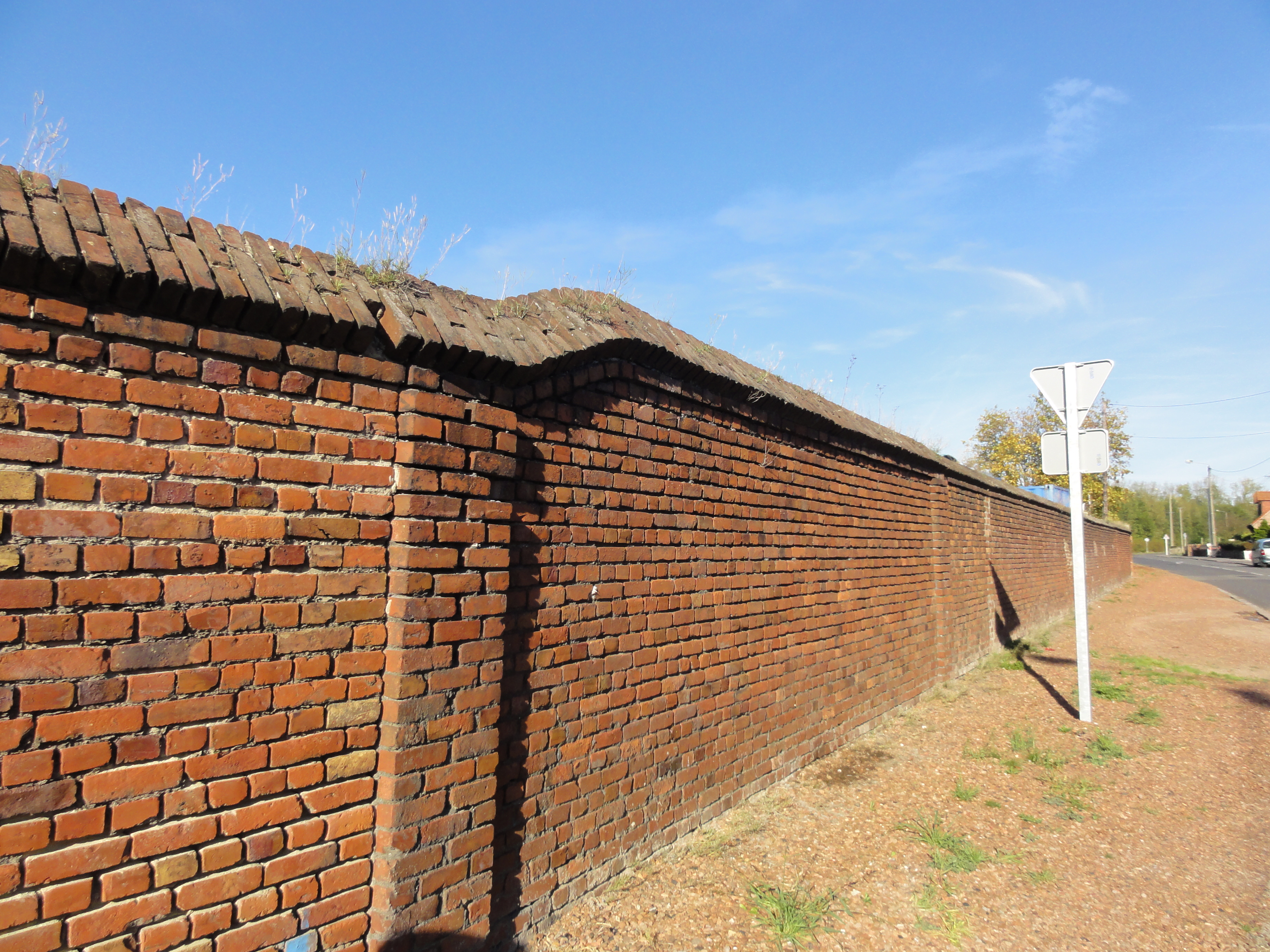
Les murs d'enceinte.

### Reconversion
Les bâtiments conservés sont reconvertis en centre d'apprentissage pour les galibots. Lorsque ce centre ferme, les bâtiments sont utilisés par les organismes gérant la retraite des mineurs. Au début du XXIe siècle, Charbonnages de France matérialise la tête de puits nos 23. Le BRGM y effectue des inspections chaque année. De nombreux bâtiments ont été conservés dont les bureaux, les ateliers, les magasins, les bains-douches ouvriers et cadres, la chaufferie, la lampisterie et la sous-station.

## Les terrils
L'exploitation de la fosse a généré deux terrils.

### Terrilno106, 23 de Courrières

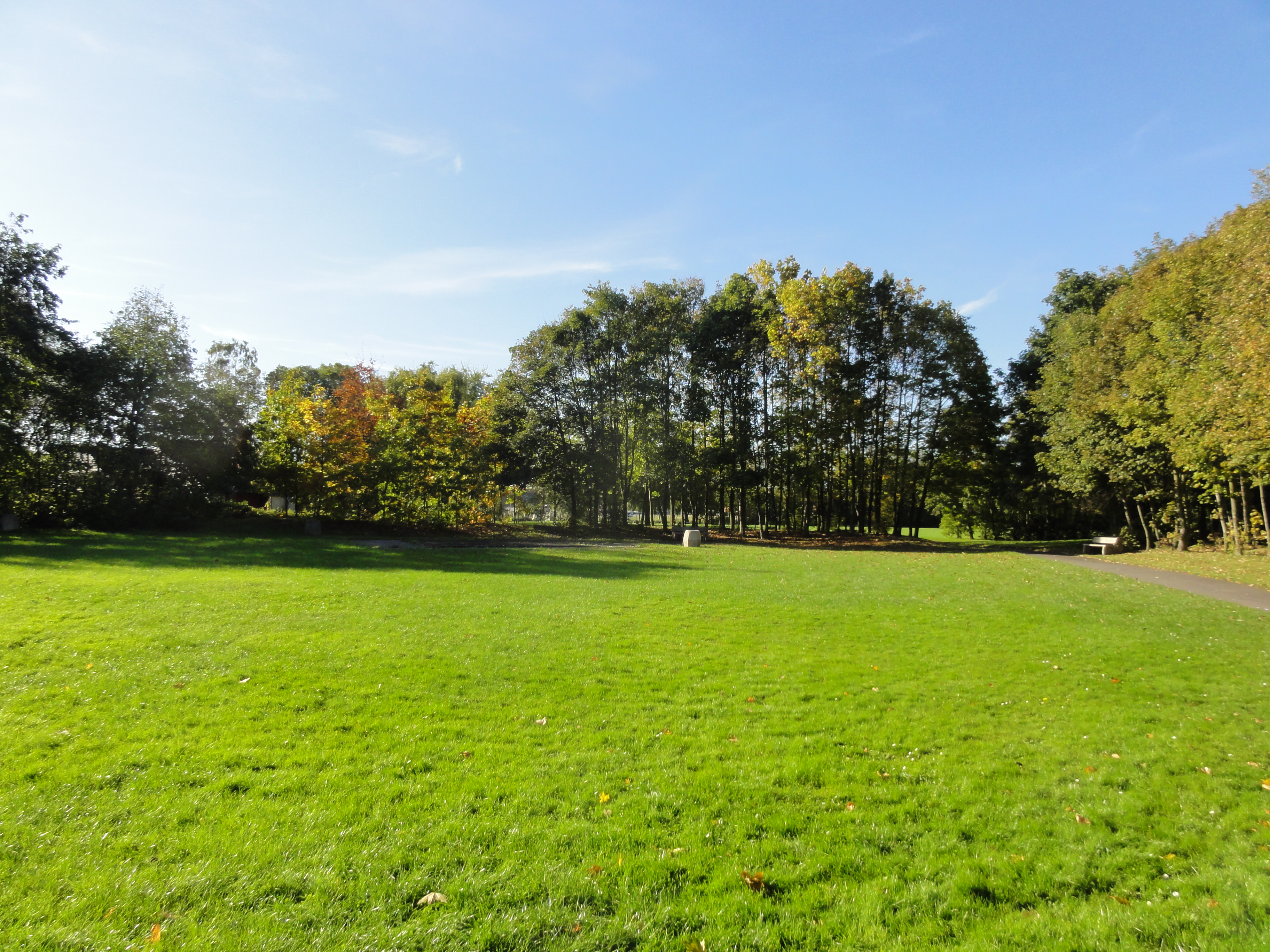
Le site du terril no 106.

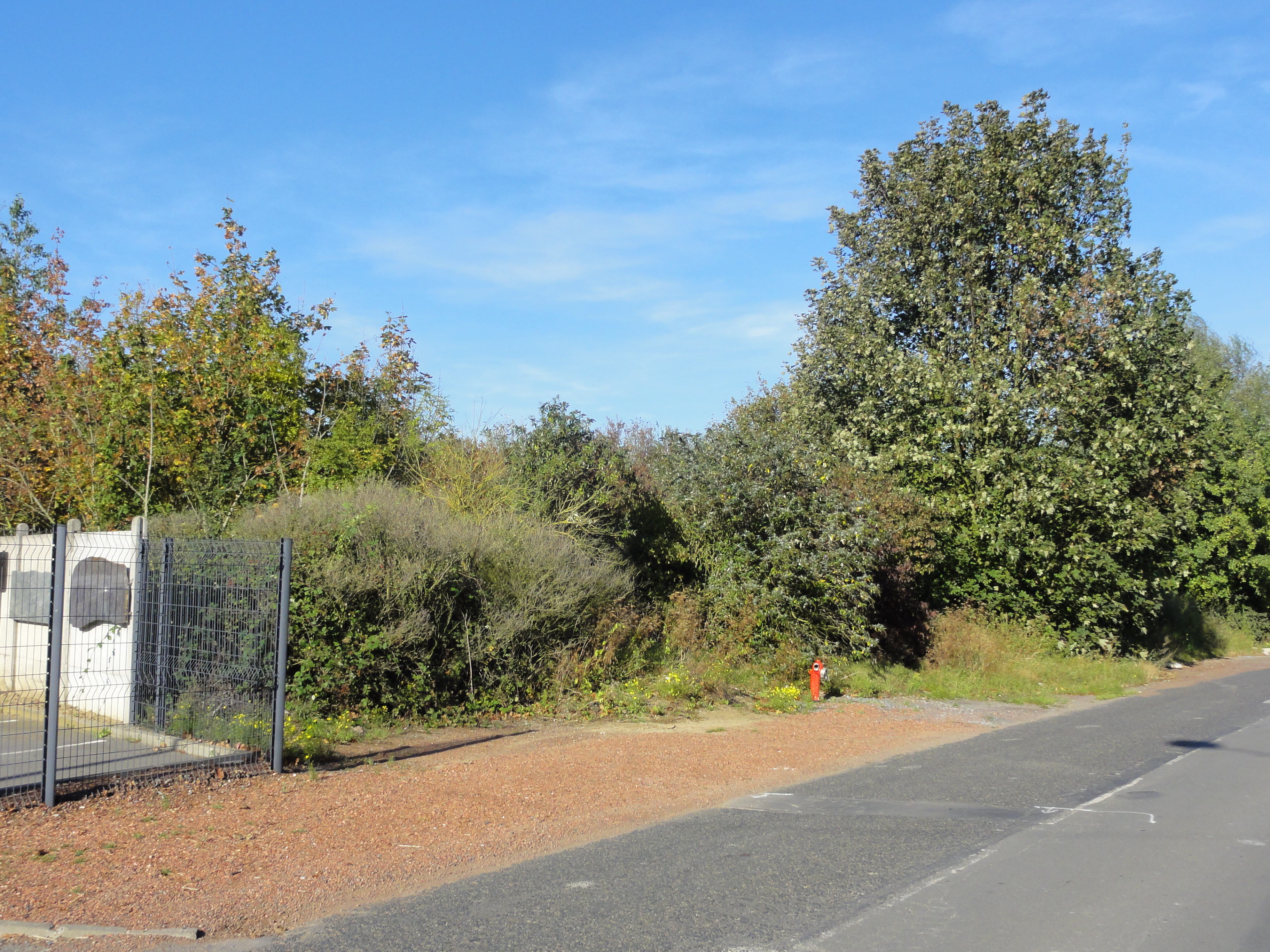
Le site du terril no 240.

50° 25′ 55″ N, 2° 52′ 55″ E
Le terril no 106, disparu, situé à Noyelles-sous-Lens, était le terril de la fosse no 23 des mines de Courrières. Il a été intégralement exploité. La fosse possédait un terril cavalier no 240, également disparu.

### Terrilno240, Cavalier du 23
50° 25′ 47″ N, 2° 52′ 46″ E
Le terril no 240, disparu, situé à Noyelles-sous-Lens, était le terril cavalier de la fosse no 23. Il a entièrement disparu, bien qu'une partie de son tracé soit décelable.

## Les cités
De vastes cités ont été établies à proximité de la fosse. Une partie des logements a été construit après la Nationalisation. Quelques rues ont été détruites, dont l'avenue de la fosse no 23 dont les habitations ont été remplacées par des constructions bas de gamme.

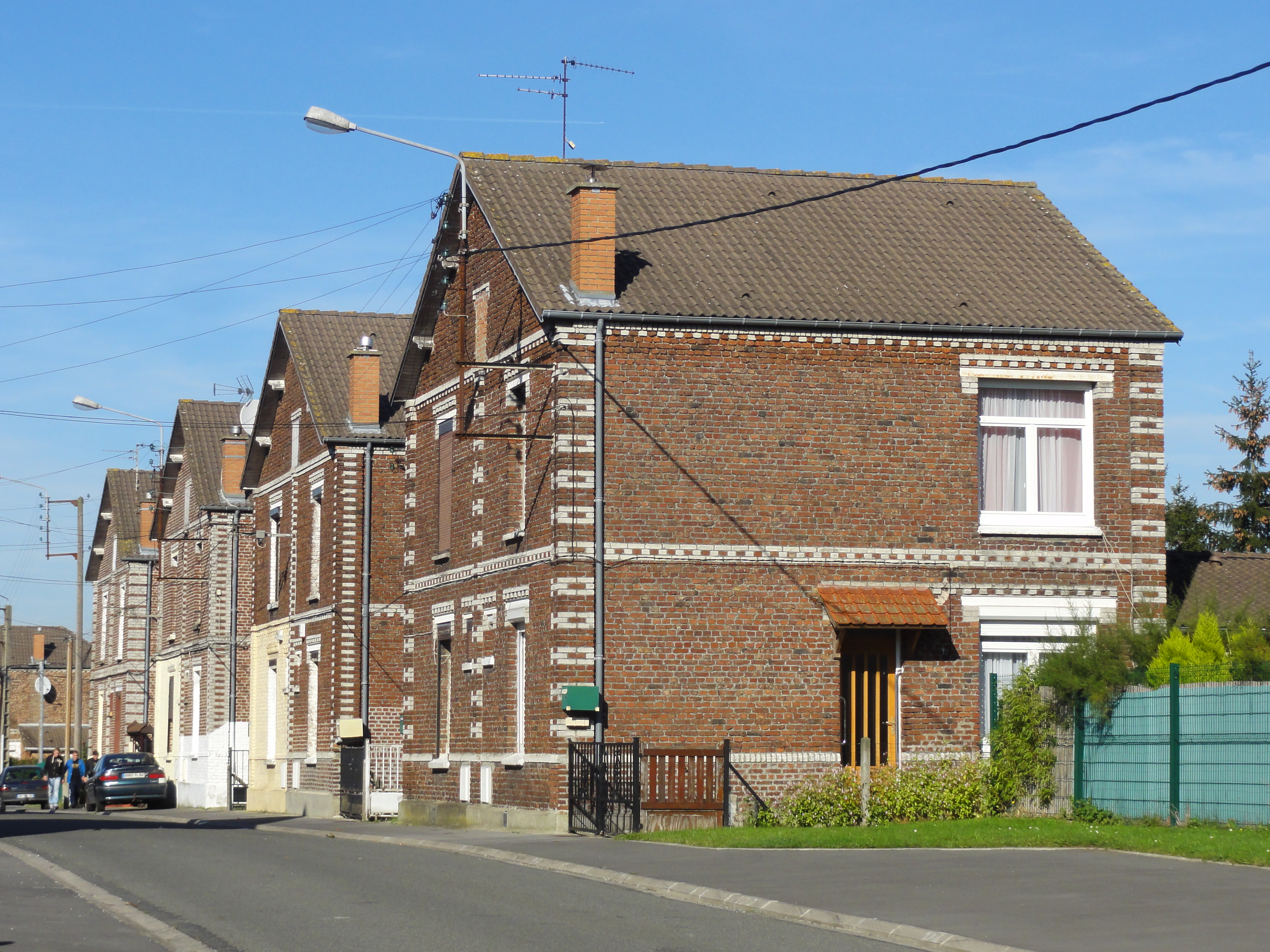
Habitations groupées par deux.
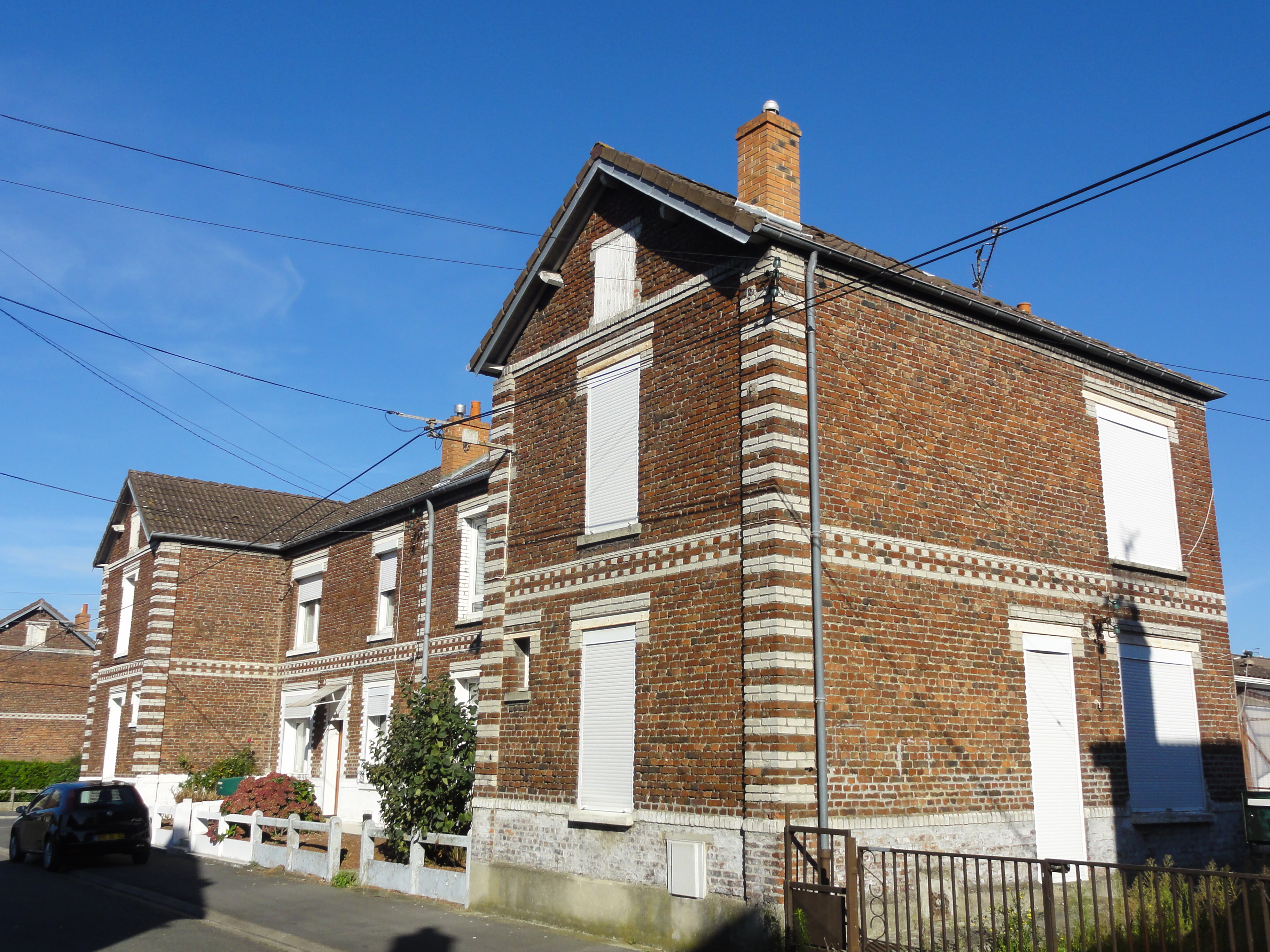
Habitations groupées par quatre.
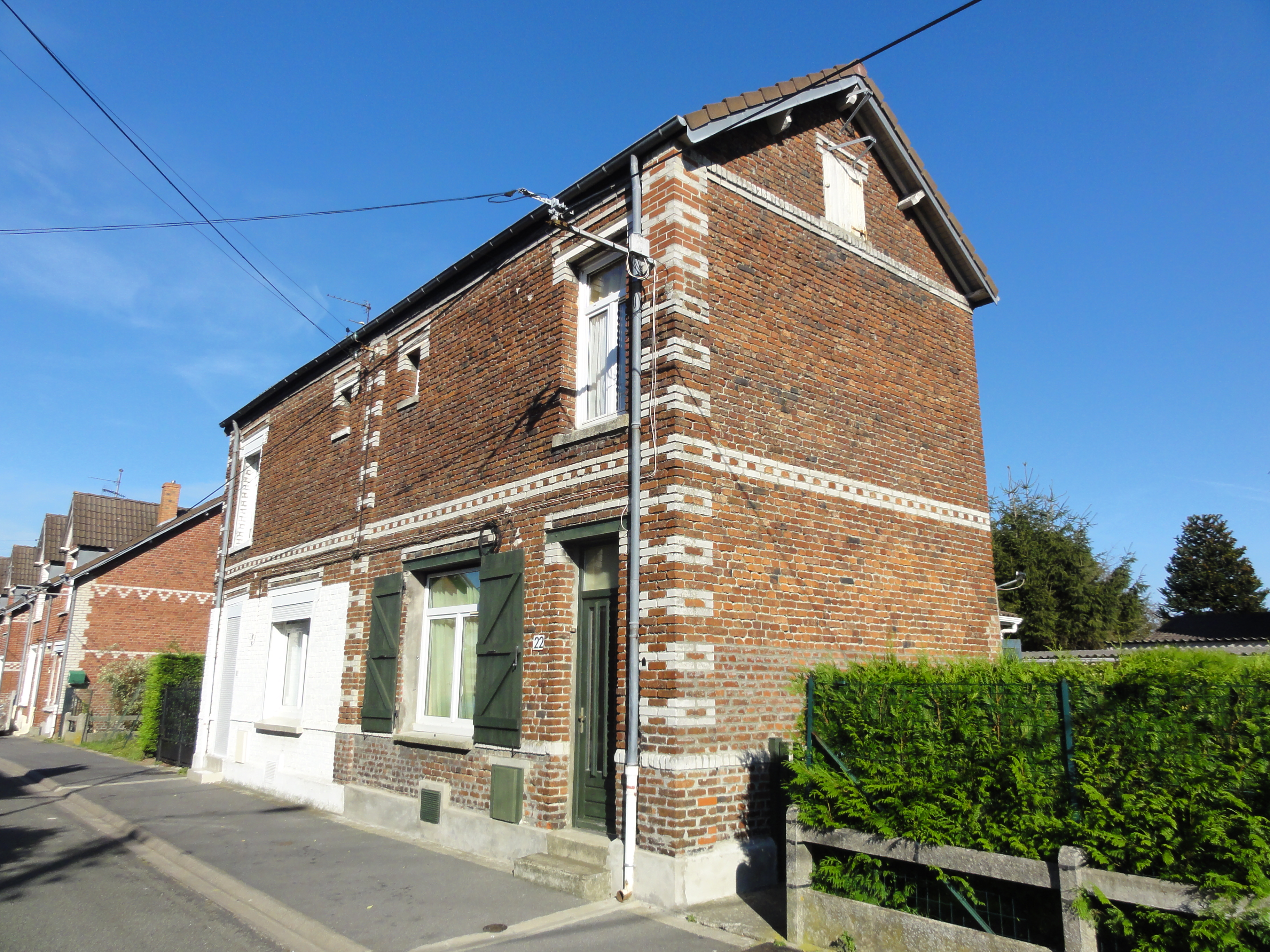
Habitations groupées par deux.
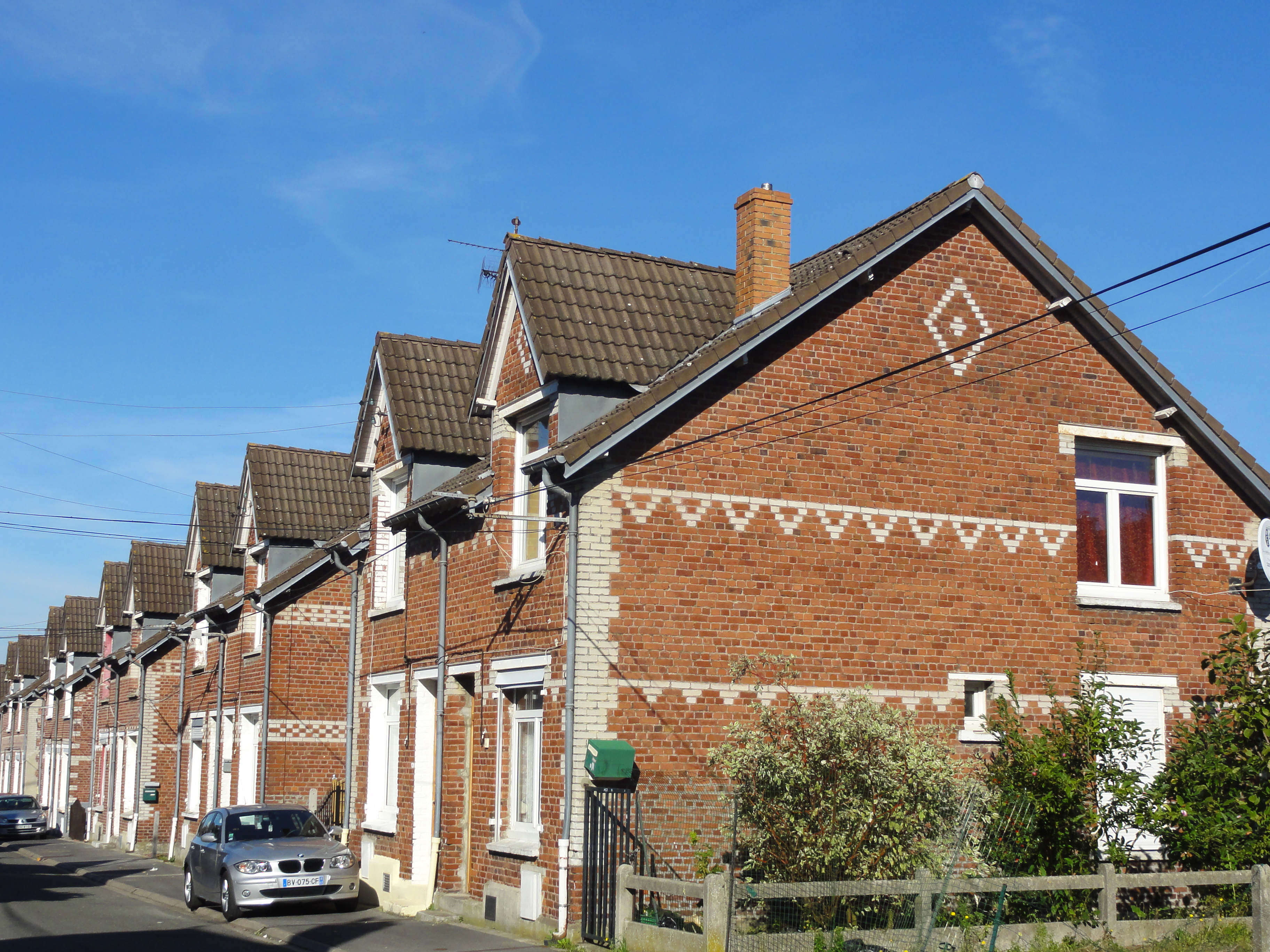
Habitations groupées par deux.
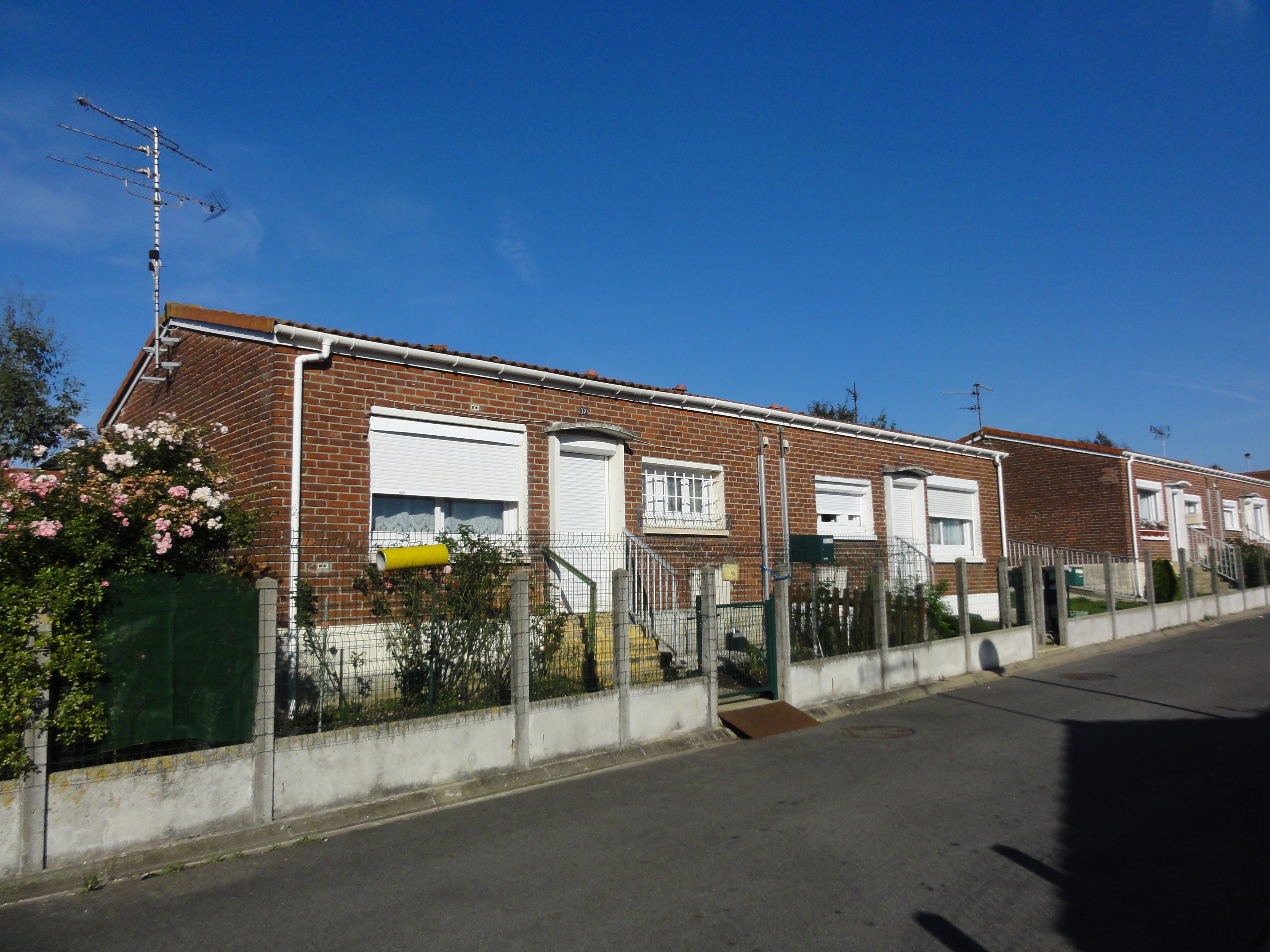
Habitations post-Nationalisation.
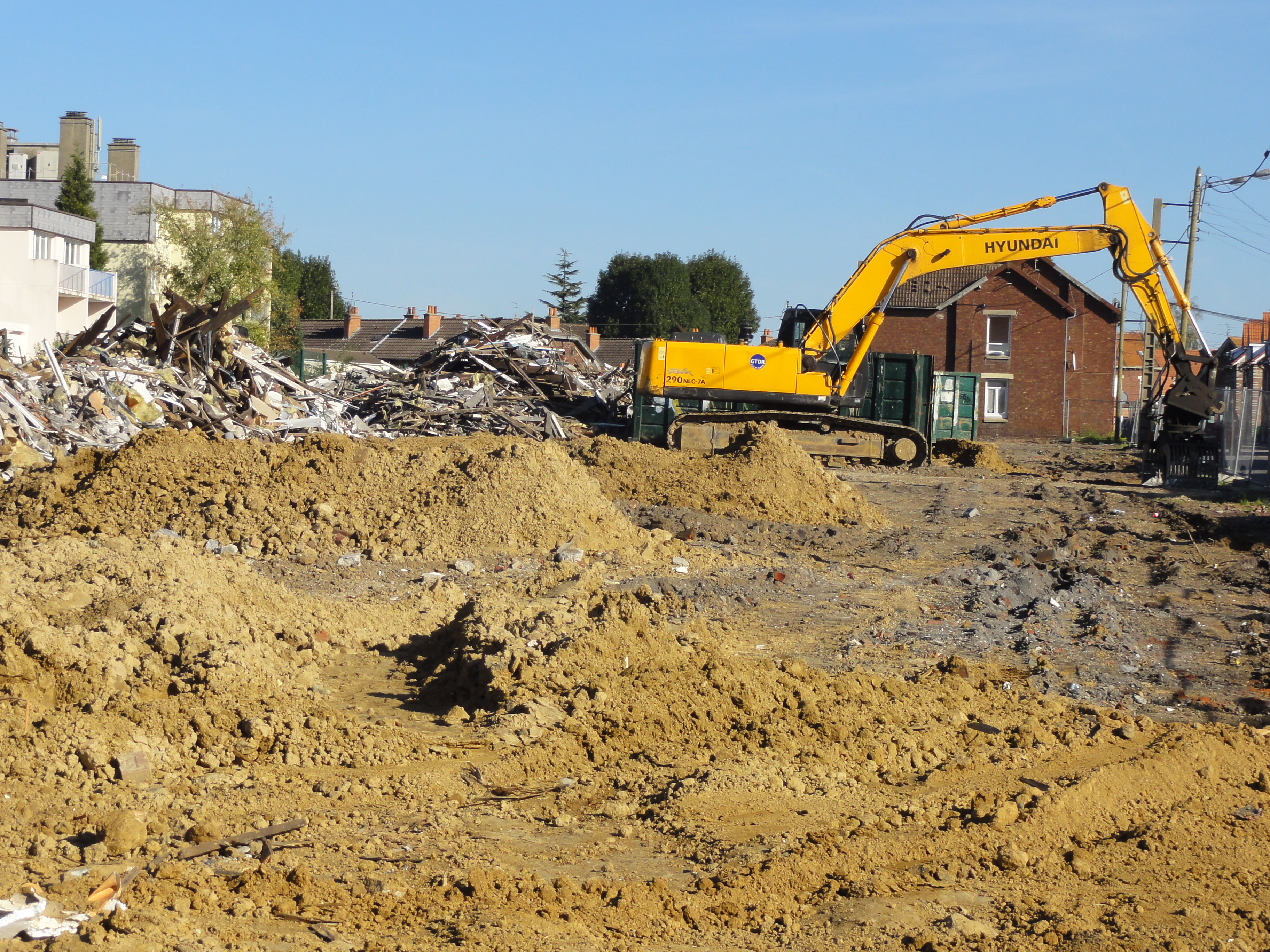
Destruction d'une moitié de rue.